# Андреев, Леопольд Георгиевич
Леопольд Георгиевич Андреев (11 октября 1923, Москва — 4 мая 2015, там же) — советский и российский контрабасист, педагог.

## Биография
Леопольд Андреев родился 11 октября 1923 года в Москве, в семье скрипичного мастера Георгия Андреева. Ветеран Великой Отечественной войны, служил в разведке. Награждён орденом Отечественной войны II степени (1995 г.).
В 1953 г. окончил Государственный музыкально-педагогический институт (ныне Российская академия музыки) им. Гнесиных.
В 1951—1976 годах играл в Большом симфоническим оркестре (БСО) Всесоюзного радио и телевидения (с 1966 г. — концертмейстер группы контрабасов), а в 1955—56 гг. — параллельно ещё и в Московском камерном оркестре под управлением Рудольфа Баршая.
С 1967 г. выступал также с квартетом им. А. П. Бородина, квартетом имени С. С. Прокофьева, ансамблями альтистов и солистов БСО.
В 1976—99 гг. преподавал в Московской государственной консерватории имени П. И. Чайковского.
В 1976—2005 гг. работал в оркестре Большого театра (в 1976—2002 гг. концертмейстер группы контрабасов, с 2002 г. — зам. концертмейстера).
Имеет сольные и ансамблевые записи на фирме грамзаписи «Мелодия».
Умер 4 мая 2015 года в Москве.